# Superior (mangá)
Superior (シューピアリア) é um mangá criado por Ichtys e publicado pela Gangan Comics. Superior é um mangá de fantasia que inclui dragões, demônios e heróis. A história gira em torno do herói Exa e a Rainha Demônio Sheila na guerra entre os demônios e a humanidade.
Na edição de maio de 18 de abril de 2009, a série migrou de GanGan Powered para Monthly GFantasy, sob o novo título Superior Cross (シューピアリア・クロス). 
Um CD de Drama foi lançado pela Frontier Works em 2007. 

## Enredo
Superior se passa em um mundo onde humanos e monstros coexistem, mas por muitos anos, ambas as raças estão em guerra, visando o completo extermínio um do outro. A poderosa Rainha Demônio Sheila surge para liderar os monstros. Ela é extremamente poderosa e mata metade da humanidade sozinha. Os humanos sobreviventes elegem um Herói, Exa, para matar a Rainha Demônio e libertar a humanidade de seu domínio opressivo. Mas Exa questiona sua missão. Ele está angustiado pelo conhecimento de que todos os monstros são criaturas vivas, o mesmo que os humanos, e ele não deseja matar nenhum deles. Sheila se interessa pelos princípios de Exa e decide se infiltrar no seu lado. Eventualmente, ela percebe que se apaixonou por Exa, que, apesar de seu desejo de coexistência pacífica, prometeu matar a própria Rainha Demônio. 

## Personagens
Sheila (シーラ, Shira)
Dublado por: Hōko Kuwashima
A Rainha Demônio que pessoalmente matou metade da humanidade e subjugou todos os monstros. Depois de experimentar a perda de seu amado dragão em uma idade jovem, ela decidiu matar o maior número de humanos possível, de modo a criar um mundo apenas para monstros e monstros. Ao encontrar o Herói, Sheila decidiu que iria se aproximar dele para se aproximar dele e matá-lo quando a oportunidade surgisse; no entanto, ela descobre que acidentalmente desenvolveu sentimentos românticos por Exa. E assim, erguendo a fachada de um monstro manso, Sheila se junta a ele em sua jornada. No caminho para encontrar o Lorde Demônio, ela começa a mudar seu comportamento sádico devido à influência do Herói nela. Mais tarde, ela se vê em um dilema; para contar ao herói sua verdadeira identidade ou continuar fingindo ser um demônio fraco para ficar ao seu lado.
Exa (エクサ, Ekusa)
Dublado por: Showtaro Morikubo
O Herói que sonha com monstros e humanos coexistindo em harmonia. Ele valoriza todos os monstros e vidas humanas e não deseja matar ninguém, acreditando firmemente que a guerra pode terminar sem o completo extermínio de uma raça. Apesar de sua filosofia, ele abrirá uma exceção para o Lorde Demônio, a quem Exa nunca poderá perdoar pelos crimes atrozes que a Rainha Demônio cometeu, bem como pelo assassinato de sua família e amigos pelas mãos deste último. Exa acredita que, com a morte do Lorde Demônio, a paz poderá ser restaurada ao mundo. No entanto, ele não sabe que Sheila é o Lorde Demônio (apesar de outros dizerem isso) e depois se apaixona por ela. Em Superior Cross, Sheila diz que ela é o Lorde Demônio, após o que ele se torna muito violento. Em um frenesi para matar Sheila, ele ataca Lakshri e Angelica (que estavam tentando proteger Sheila), para chegar até ela. No meio de uma luta, todos caem em um buraco de lava e, para salvá-los, Sheila se sacrifica. O Herói, incapaz de deixá-la morrer, afinal, a salva e pede desculpas.
Lakshri (ラクシュリ, Rakushuri) Lakshri (ラクシュリ, Rakushuri)
Dublado por: Masakazu Morita
O braço direito de Exa. No passado, ele foi consumido pela violência, mas foi retirado dela com a ajuda de Exa. Depois disso, Lakshri jurou que o seguiria pelo resto da vida.
Apesar de ser bom amigo de Exa, ele claramente não tem modéstia e humildade, muitas vezes se gabando de suas habilidades (especialmente com mulheres, pois Lakshri se apaixona por quase todas as mulheres que vê), além de demonstrar um certo grau de imaturidade ou falta de maneiras (geralmente quando ele está perto de Angelica ou Crowe). Seu nome também pode ser traduzido como "Luxúria".
Angelica (アンジェリカ, Anjerika)
Dublado por: Rie Kugimiya
Um monstro com habilidades mágicas extremamente fortes e herdadas. Abusada quando criança por suas habilidades demoníacas, ela se dedica a Exa, pois ele foi a primeira pessoa a mostrar sua bondade. Curiosamente, seu conjunto de joias é usado para controlar e limitar seu poder, mas não para melhorá-lo. O olho direito de Angélica está vermelho devido ao seu sangue de monstro, que ela herdou de um de seus avós. Para evitar conflitos e controvérsias com os outros humanos, Angélica esconde o olho direito atrás da franja.
Embora geralmente seja uma pessoa gentil, sempre que ela perde a paciência, ela usa sua força sobre-humana contra quem a perturba (geralmente Lakshri). Em Superior Cross, ela encontra seu avô morando em uma cidade humana. Depois que ela percebe que ele é seu avô, ele diz que ele teve que deixar a cidade em que ele e sua avó estavam vivendo, devido aos seres humanos que o ameaçavam por ele ser um monstro, mas ele nunca deixou de amar sua família.
Copy (コピー, Kopi)
Dublado por: Yūko Kaida
A atual Rainha Demônio. Imprudente e violenta, ela vê todos os seres humanos e monstros, sem exceção, como os dela, para matar o que quiser. No entanto, ela planeja separar o herói e a Sheila em uma tentativa de matar os dois e provar ser a mais forte de todos, e governar o mundo inteiro.
Depois de enfrentar Sheila e o herói em ocasiões separadas, ela decidiu "trabalhar em conjunto" com todos os outros monstros para destruir a humanidade.
Juno Obsidias (ジュノー ・オブシディアス, Juno Obushidiasu)
Dublado por: Mitsuki Saiga
Filho do rei, ele idolatrava Exa como um prenúncio de paz que ajudaria seu pai a exterminar os demônios. No entanto, quando ele conheceu Exa e descobriu que ele era um pacifista porque se recusou a matar dois monstros humanóides, o príncipe ficou severamente decepcionado. Depois que ele é poupado por um dos dois monstros que Exa salvou, ele se converte à filosofia de Exa e se torna um valioso aliado. No entanto, é ele quem envia seu assessor para alertar Exa de suas suspeitas de que Sheila é a verdadeira Rainha Demônio.
'Kagami (かがみ, Kagami)

Um monstro com tentáculos, com capacidade de controlar a mente de outro ser. Kagami serviu como guardiã de Sheila desde que era criança. Também é revelado que Kagami admirava a mãe de Sheila e prometeu preparar Sheila para ser o Lorde Demônio perfeito quando descobriu que os pais de Sheila foram mortos por humanos. Ele também odiava Exa por ser o motivo pelo qual Sheila mudou de ideia. 